# David Linarès
Pour les articles homonymes, voir Linares.
David Linarès, né le 5 octobre 1975 à Lons-le-Saunier, est un footballeur français, retraité qui évoluait au poste de milieu défensif. Il est ensuite devenu entraîneur.

## Biographie

### Carrière de joueur
Il joue à l'Olympique lyonnais entre 1996 et 2002, puis il évolue à Troyes entre 2002 et 2004.
Il rejoint ensuite Ténérife pour moins d'un an (de l'été 2004 à décembre 2004).
Il joue ensuite pendant 6 saisons à Dijon, en division 2.

### Carrière d'entraîneur
Après avoir arrêté sa carrière à Dijon en 2010, il obtient en juin 2010 son Diplôme d’Entraîneur Fédéral de football (DEF).
De 2010 à 2012, David Linarès entraîne le Dijon FCO féminin qui évolue en Division 2. Il entraine par la suite l'équipe C du Dijon FCO qui évolue en division d'honneur.
Alors adjoint, il est nommé entraîneur du Dijon FCO en remplacement de Stéphane Jobard tout d'abord en intérim, puis est confirmé à son poste le 12 novembre 2020.
Sa première expérience en tant qu'entraineur d'une équipe professionnelle va être compliquée puisque malgré des débuts intéressants, le DFCO retourne dans ses travers et Linarès doit faire face à une terrible série de défaites consécutives en championnat.
Malgré cette spirale négative, et la relégation du club en L2, le président du DFCO Olivier Delcourt confirme David Linarès à son poste pour la saison d'après.
Durant le Championnat de France de football de deuxième division 2021-2022, Dijon compte seulement un point et pointe à la 19ème place après 5 journées, ce qui coûte la place de Linares qui est limogé de son poste d'entraîneur le 23 août 2021.

### Vie privée
Il suit aujourd'hui une licence Professionnelle de Gestion des organisations sportives à l'Université Claude Bernard STAPS Lyon 1.

## Palmarès
- Vainqueur de la Coupe de la ligue en 2001 avec l'Olympique lyonnais contre l'AS Monaco (2-1 après prolongation). Il n'est pas dans le groupe sélectionné pour la Finale mais il a participé au parcours menant au Stade de France.
- Champion de France en 2002 avec l'Olympique lyonnais (notamment titulaire pour la ''Finale'' du 4 mai contre le leader lensois)